# Gela Calcio 2007-2008
Questa voce raccoglie le informazioni riguardanti  il Gela Calcio nelle competizioni ufficiali della stagione 2007-2008.

## Rosa
| N. |                      | Ruolo | Calciatore                |
| -- | -------------------- | ----- | ------------------------- |
| -  | Italia (bandiera)    | P     | Federico Orlandi          |
| -  | Italia (bandiera)    | P     | Antonio Spanu             |
| -  | Rep. Ceca (bandiera) | P     | Milan Zahalka             |
| -  | Italia (bandiera)    | D     | Francesco Ambrosecchia    |
| -  | Italia (bandiera)    | D     | Rocco D'Aiello            |
| -  | Italia (bandiera)    | D     | Fabrizio Lo Piccolo       |
| -  | Italia (bandiera)    | D     | Renato Mancini            |
| -  | Italia (bandiera)    | D     | Marco Palma               |
| -  | Italia (bandiera)    | D     | Simone Tamburro           |
| -  | Italia (bandiera)    | D     | Antonio Tedesco           |
| -  | Italia (bandiera)    | C     | Vincenzo Berti (capitano) |
| -  | Italia (bandiera)    | C     | Rosario Bucolo            |
| -  | Francia (bandiera)   | C     | Aboubaka Fofana           |
| -  | Nigeria (bandiera)   | C     | Cyril Gona                |

| N. |                       | Ruolo | Calciatore                 |
| -- | --------------------- | ----- | -------------------------- |
| -  | Italia (bandiera)     | C     | Christian Iannelli         |
| -  | Italia (bandiera)     | C     | Giorgio Palermo Marinucci  |
| -  | Italia (bandiera)     | C     | Antonino Mento             |
| -  | Italia (bandiera)     | C     | Basilio Monastra           |
| -  | Argentina (bandiera)  | C     | Emiliano Parlagreco        |
| -  | San Marino (bandiera) | C     | Francesco Perrotta         |
| -  | Portogallo (bandiera) | C     | Forte Braco Pedro Russiano |
| -  | Italia (bandiera)     | A     | Daniel Ciofani             |
| -  | Italia (bandiera)     | A     | Antonino Di Franco         |
| -  | Italia (bandiera)     | A     | Vito Falconieri            |
| -  | Brasile (bandiera)    | A     | Franciel Hengemühle        |
| -  | Nigeria (bandiera)    | A     | Nwigwe Ikeciukwu           |
| -  | Nigeria (bandiera)    | A     | Akeem Omolade              |
| -  | Italia (bandiera)     | A     | Arcangelo Ragosta          |

## Statistiche
Statistiche aggiornate al 23 novembre 2016.

### Statistiche squadra
| Competizione         | Punti | In casa | In casa | In casa | In casa | In casa | In casa | In trasferta | In trasferta | In trasferta | In trasferta | In trasferta | In trasferta | Totale | Totale | Totale | Totale | Totale | Totale | DR |
| Competizione         | Punti | G       | V       | N       | P       | Gf      | Gs      | G            | V            | N            | P            | Gf           | Gs           | G      | V      | N      | P      | Gf     | Gs     | DR |
| -------------------- | ----- | ------- | ------- | ------- | ------- | ------- | ------- | ------------ | ------------ | ------------ | ------------ | ------------ | ------------ | ------ | ------ | ------ | ------ | ------ | ------ | -- |
| Serie C2             | -     | 0       | 0       | 0       | 0       | 0       | 0       | 0            | 0            | 0            | 0            | 0            | 0            | 0      | 0      | 0      | 0      | 0      | 0      | 0  |
| Coppa Italia Serie C | -     | 0       | 0       | 0       | 0       | 0       | 0       | 0            | 0            | 0            | 0            | 0            | 0            | 0      | 0      | 0      | 0      | 0      | 0      | 0  |
| Totale               | -     | 0       | 0       | 0       | 0       | 0       | 0       | 0            | 0            | 0            | 0            | 0            | 0            | 0      | 0      | 0      | 0      | 0      | 0      | 0  |

### Andamento in campionato
| Giornata  | 1 | 2 | 3 | 4 | 5 | 6 | 7 | 8 | 9 | 10 | 11 | 12 | 13 | 14 | 15 | 16 | 17 | 18 | 19 | 20 | 21 | 22 | 23 | 24 | 25 | 26 | 27 | 28 | 29 | 30 | 31 | 32 | 33 | 34 |
| --------- | - | - | - | - | - | - | - | - | - | -- | -- | -- | -- | -- | -- | -- | -- | -- | -- | -- | -- | -- | -- | -- | -- | -- | -- | -- | -- | -- | -- | -- | -- | -- |
| Luogo     |   |   |   |   |   |   |   |   |   |    |    |    |    |    |    |    |    |    |    |    |    |    |    |    |    |    |    |    |    |    |    |    |    |    |
| Risultato |   |   |   |   |   |   |   |   |   |    |    |    |    |    |    |    |    |    |    |    |    |    |    |    |    |    |    |    |    |    |    |    |    |    |
| Posizione |   |   |   |   |   |   |   |   |   |    |    |    |    |    |    |    |    |    |    |    |    |    |    |    |    |    |    |    |    |    |    |    |    |    |

Legenda:

Luogo: C = Casa; T = Trasferta. Risultato: V = Vittoria; N = Pareggio; P = Sconfitta.

### Statistiche dei giocatori
| Giocatore   | Serie C2 | Serie C2 | Serie C2    | Serie C2   | Coppa Italia Serie C | Coppa Italia Serie C | Coppa Italia Serie C | Coppa Italia Serie C | Totale   | Totale | Totale      | Totale     |
| Giocatore   | Presenze | Reti     | Ammonizioni | Espulsioni | Presenze             | Reti                 | Ammonizioni          | Espulsioni           | Presenze | Reti   | Ammonizioni | Espulsioni |
| ----------- | -------- | -------- | ----------- | ---------- | -------------------- | -------------------- | -------------------- | -------------------- | -------- | ------ | ----------- | ---------- |
| F. Perrotta | 0        | 0        | 0           | 0          | 0                    | 0                    | 0                    | 0                    | 0        | 0      | 0           | 0          |